# Deutsche Erinnerungsorte
Deutsche Erinnerungsorte ist ein dreibändiger, im Verlag C. H. Beck erschienener Sammelband, herausgegeben von den Berliner Historikern Étienne François und Hagen Schulze. In Anlehnung an das siebenbändige Werk Les Lieux de mémoire (Paris, 1984–1992) des französischen Historikers Pierre Nora und dem damit verbundenen Neuansatz wurden in vielen europäischen Ländern Publikationen zu Erinnerungsorten veröffentlicht. Über einen geschichtswissenschaftlichen Zugang sollen diese Orte, sowohl physisch als auch metaphorisch zu verstehen, das deutsche kollektive Gedächtnis beschreiben.

## Beschreibung
Das Werk besteht aus rund 120 Essays, die jeweils einem von 18 Themen zugeordnet sind. Diese Herangehensweise unterscheidet sich vom französischen Vorbild, bei dem lediglich drei Bereiche (République, Nation, Le France) gewählt wurden und welches in seiner Reihenfolge der Chronologie folgt. Es entstand aus einer fünf Jahre anhaltenden Vorbereitungsphase aus Kolloquien und Seminaren, in der die Themen eingegrenzt wurden. Darauf folgte die Ausarbeitung durch ausgewählte Autoren – hauptsächlich Historiker – vornehmlich aus Deutschland und Frankreich. Die Auswahl der Beiträge, von realen Orten, über Redewendungen bis zu Individuen und Kollektiven, soll einen europäisch-globalen Blickwinkel des Projekts unterstützen, der beim französischen Original nicht angestrebt war. Daneben beschreiben die Herausgeber sowohl den Nationalsozialismus als auch die Ost-West-Spaltung als kennzeichnende Brüche in der deutschen Erinnerung, sodass es ebenfalls das Ziel war, diese geschichtlichen Figuren in ihrem Bedeutungswandel zu zeigen. Vorangestellt ist eine Einleitung der Herausgeber, in der diese sich mit den Zielen des Werks, dem Begriff des Erinnerungsorts und den Besonderheiten der Übertragung des Konzepts auf das deutsche kollektive Gedächtnis auseinandersetzen. Der Schwerpunkt der Beiträge liegt im 19. und (der ersten Hälfte des) 20. Jahrhunderts. Adressiert wird ein breites Publikum historisch interessierter Leser.

## Inhalt

### Band 1

#### Reich
1. Ein Kampf um Rom (Arnold Esch)
2. Charlemagne – Karl der Große (Joachim Ehlers)
3. Canossa (Otto Gerhard Oexle)
4. Nürnberg (Anne G. Kosfeld)
5. Der Westfälische Friede (Claire Gantet)
6. Wien, Heldenplatz (Ernst Hanisch)
7. Der Führerbunker (Joachim Fest)
8. Der Reichstag (Bernd Roeck)

#### Dichter und Denker
1. Das Nibelungenlied (Peter Wapnewski)
2. Deutscher Idealismus (Heinz Dieter Kittsteiner)
3. Goethe (Dieter Borchmeyer)
4. Weimar (Georg Bollenbeck)
5. „De l’Allemagne“ (Michel Espagne)
6. Theodor Fontane (Gotthard Erler)
7. Die Familie Mann (Irmela von der Lühe)

#### Volk
1. Grimms Märchen (Maria Tatar)
2. „Am deutschen Wesen …“ (Bedřich Loewenstein)
3. Das Völkerkundemuseum (Hans Voges)
4. Der Bamberger Reiter und Uta von Naumburg (Wolfgang Ullrich)
5. Flucht und Vertreibung (Eva Hahn / Hans Henning Hahn)
6. Der Volkswagen (Erhard Schütz)
7. Auslandsdeutsche (Rainer Münz / Rainer Ohliger)

#### Erbfeind
1. Die Türken vor Wien (Mathieu Lepetit)
2. Versailles (Hagen Schulze)
3. Jud Süß (Na’ama Sheffi)
4. Tannenberg / Grunwald (Frithjof Benjamin Schenk)
5. Der Bolschewik (Pierre Aycoberry)

#### Zerrissenheit
1. Der Weißwurstäquator (Friedrich Prinz)
2. Heinrich Heine (Michael Werner)
3. Nietzsche (Steven E. Aschheim)
4. Die Junker (Heinz Reif)
5. Rapallo (Martin Schulze Wessel)
6. Die Mauer (Edgar Wolfrum)

#### Schuld
1. Der Pietismus (Hartmut Lehmann)
2. Die Dolchstoß-Legende (Gerd Krumeich)
3. Auschwitz (Peter Reichel)
4. Mahnmale (Klaus Neumann)
5. Der Kniefall (Adam Krzemiński)
6. Der Mitläufer (Gesine Schwan)

### Band 2

#### Revolution
1. Die Reformation (Gérald Chaix)
2. Napoleon (Hagen Schulze)
3. Die Paulskirche (Wolfgang J. Mommsen)
4. Das Brandenburger Tor (Gustav Seibt)
5. Bismarck (Lothar Machtan)
6. Rosa Luxemburg (Gilbert Badia)
7. Achtundsechzig (Heinz Bude)

#### Freiheit
1. Der Bauernkrieg (Rolf Kießling)
2. Die Wartburg (Etienne François)
3. Schiller (Otto Dann)
4. Die Völkerschlacht (Kirsten Anne Schäfer)
5. „Frisch, fromm, fröhlich, frei“ (Gertrud Pfister)
6. Der 20. Juli (Jürgen Danyel)
7. Die Freiheitsglocke (Dominik Geppert)
8. „Wir sind das Volk“ (Hartmut Zwahr)

#### Disziplin
1. Pflicht (Ute Frevert)
2. Königin Luise (Günter de Bruyn)
3. Die Pickelhaube (Jakob Vogel)
4. Professor Unrat (Konrad H. Jarausch)
5. Stalingrad (Bernd Ulrich)
6. Die Stasi (Peter Steinbach)

#### Leistung
1. Die Hanse (Dirk Schümer)
2. Das „goldene“ Handwerk (Heinz-Gerhard Haupt)
3. Made in Germany (Maiken Umbach)
4. Kinder, Küche, Kirche (Sylvia Paletschek)
5. Die D-Mark (Harold James)
6. Die Bundesliga (Gunter Gebauer)

#### Recht
1. Ruhe und Ordnung (Thomas Lindenberger)
2. Der Sozialstaat (Sandrine Kott)
3. Die Versicherung (Stefan Laube)
4. Das Bürgerliche Gesetzbuch (Jörn Eckert)
5. Furchtbare Juristen (Michael Stolleis)
6. „Karlsruhe“ (Gerd Roellecke)

#### Die Moderne
1. Moloch Großstadt (Hildegard Chatellier)
2. Das Bauhaus (Anja Baumhoff)
3. Walther Rathenau (Martin Sabrow)
4. Marlene Dietrich (Werner Sudendorf)
5. Die documenta I (1955) (Martin Schieder)
6. Wyhl (Bernd-A. Rusinek)
7. Der Palast der Republik (Stefanie Flamm)

### Band 3

#### Bildung
1. Die Brüder Humboldt (Rudolf Vierhaus)
2. Der Duden (Uwe Puschner)
3. „Wissen ist Macht“ (Klaus Tenfelde)
4. Die Kaiser-Wilhelm-Gesellschaft (Kurt Nowak)
5. Albert Einstein (Françoise Balibar)
6. Die Museumsinsel (Thomas W. Gaehtgens)

#### Gemüt
1. Karl May (Rolf-Bernhard Essig, Gudrun Schury)
2. Der Struwwelpeter (Constanze Carcenac-Lecomte)
3. Hausmusik (Francis Claudon)
4. Weihnachten (Doris Foitzik)
5. Feierabend (Gottfried Korff)
6. Der deutsche Wald (Albrecht Lehmann)
7. Der Schlager (Rainer Moritz)

#### GlaubeundBekenntnis
1. Das evangelische Pfarrhaus (Oliver Janz)
2. Bach (Patrice Veit)
3. Moses Mendelssohn (Jacques Ehrenfreund)
4. Oberammergau (Etienne François)
5. Langemarck (Gerd Krumeich)
6. „Heil“ (Sabine Behrenbeck)
7. Karl Marx (Iring Fetscher)
8. Die Jugendweihe (Albrecht Döhnert)

#### Heimat
1. Der Schrebergarten (Hermann Rudolph)
2. „Blut und Boden“ (Anna Bramwell)
3. Der Gesangverein (Dietmar Klenke)
4. Das Straßburger Münster (Frédéric Hartweg)
5. Neuschwanstein (Catharina Clemens)
6. Karneval (Herbert Schwedt)
7. Dresden (Olaf B. Rader)

#### Romantik
1. Heidelberg (Oliver Fink)
2. Die Loreley (Katja Czarnowski)
3. Rahel Varnhagen (Barbara Hahn)
4. Caspar David Friedrich (Werner Busch)
5. Der Wandervogel (Ulrich Linse)
6. Richard Wagner (Herfried Münkler)

#### Identitäten
1. Die „Germania“ (Michael Werner)
2. Arminius (Werner M. Doye)
3. Faust (Gert Mattenklott)
4. Friedrich der Große (Frank-Lothar Kroll)
5. Vornamen (Michael Wolffsohn / Thomas Brechenmacher)
6. Der Kulturbunker (Stephan Krass)
7. Die Nationalhymne (Michael Jeismann)
8. Beethovens Neunte (Esteban Buch)
9. Nachwort (Pierre Nora)

## Rezeption
Nina Leonhard bemerkt in der Politischen Vierteljahresschrift, dass die Zuordnung der Essays in die Oberkategorien nicht immer eindeutig sei. So passten manche durchaus in verschiedene Kategorien, andere schienen dagegen fehlplatziert. „So drängt sich schließlich der Eindruck auf, man habe erst im Nachhinein versucht, die verschiedenen Beiträge nach Begriffen zu strukturieren, die, so die Herausgeber, deswegen ‚typisch deutsch‘ seien, weil sie sich nur schwer in eine andere Sprache übersetzen lassen. Für ‚Dichter und Denker‘, ‚Bildung‘ und ‚Gemüt‘ leuchtet das ohne Zweifel ein, wohl aber kaum für ‚Freiheit‘, ‚Revolution‘ oder ‚Identitäten‘.“ Zwar sei die Methode in der Analyse der einzelnen Erinnerungsorte nicht innovativ, jedoch würden viele neue Vergangenheitsbezüge behandelt, insbesondere auch „vermeintlich triviale Erinnerungsorte“. Stichhaltig dargestellt wird der Prozess der nationalen Einigung und auch die Bedeutung des Nationalsozialismus für die deutsche Erinnerungskultur, wenngleich der Bezug wenig systematisch aufgemacht wird. Dagegen kritisiert sie die schwächere Thematisierung der Zeit nach 1945 sowie der DDR und ebenfalls einen gelegentlich fehlenden Gegenwartsbezug. Auch wird nicht klar, was genau nun ein deutscher Erinnerungsort sei, da die Autoren teils deutlich unterschiedliche Charakterisierungen nutzten. Trotzdem sei „der Versuch, die deutsche Geschichte auf eine neue Art zu thematisieren, indem man den Brüchen und Diskontinuitäten gegenüber der Einheitlichkeit den Vorzug gibt, insgesamt als gelungen zu bezeichnen.“
Zwar empfindet auch Michael Flitner in der Geographischen Zeitschrift die Einordnung mancher Beiträge fragwürdig, im Ganzen würde das Konzept dennoch überzeugen. Im Hinblick auf die bisherigen Rezensionen führt Michael Flitner aus, dass die Qualität der einzelnen Beiträge durchaus schwanke. Auch sei die Auswahl stellenweise lückenhaft. So würden einflussreiche Themen wie die Gastarbeiter, aber auch das koloniale bzw. postkoloniale Erbe zu wenig berücksichtigt. Er schließt jedoch: „In der Summe kann dies den Wert der drei Bände jedoch kaum schmälern. Es bleibe dahingestellt, ob das angekündigte Jahrhundertwerk seinem Anspruch insgesamt gerecht werden kann. Ein ähnlich umfassendes Vorhaben vergleichbarer Art wird es jedenfalls so schnell nicht geben und die Vielzahl an Anregungen und Informationen, die sich hier versammelt finden, wird für jeden von Interesse sein, der sich mit den symbolischen Geographien in Deutschland und darüber hinaus befaßt.“
Originalität entstünde in diesem Werk nach der Rezension von Oliver Ramonat in der Fachzeitschrift Rechtsgeschichte durch die Auswahl der Objekte, nicht durch deren methodische Erschließung. Die entstehenden Bilder, so stellt er fest, lägen vielfach im 19. und 20. Jahrhundert. Die Herausgeber begründen dies damit, dass in dieser Zeit prägende Interpretationen dieser geschaffen wurden.
Positiv erwähnt Jan-Holger Kirsch vom Zentrum für Zeithistorische Forschung, dass die Beiträge „viele spannende Details und überraschende Querverbindungen“ enthalten, diese auch ins Allgemeine tragen könnten und beim Leser eigene Gedankengänge provozierten. Es würden „alltagsnahe Prägekräfte und Figurationen der Erinnerung“ aufgegriffen und die angestrebten Bruchlinien seien spürbar nachgezeichnet worden. Negativ fällt in einigen Essays dagegen auf, dass der „gedächtnisgeschichtliche[n] Ansatz“ nicht konsequent durchgehalten werden konnte. Auch erkennt er bei verschiedenen Beiträgen fehlende Gegenwartsbezüge. Einen bedeutenden Mangel sieht er im redaktionellen Umgang mit dem Bildmaterial. So fehlten wiederholt „Entstehungsdaten der Bilder bzw. der gezeigten Objekte, die Bildlegenden sind zum Teil wenig aussagekräftig, und der Bezug von Bild und Text ist nicht immer nachvollziehbar.“ Weiterhin seien gewählte Motive oder ihre Formate gelegentlich unglücklich gewählt.
Recht scharfe Kritik äußerte der Afrikahistoriker Jürgen Zimmerer 2013 an der Abwesenheit kolonialer Erinnerungsorte und postkolonialer Betrachtungsweisen in dem Buch: „So fehlt in den Deutschen Erinnerungsorten nahezu jeglicher Bezug auf die Welt jenseits von Europa. Aber auch der deutsche Kolonialismus kommt in ihnen nicht vor. Damit sind auch sie ein Beleg für die [...] koloniale Amnesie.“ Zimmerer versuchte diesem Mangel selbst abzuhelfen, indem er einen ergänzenden Band zu den Erinnerungsorten deutscher Kolonialgeschichte herausgab.

## Rezensionen
- John Breuilly: Deutsche Erinnerungsorte. In: History. Band 88, Nr. 3, 2003, S. 526–529.
- Christophe Duhamelle: FRANÇOIS, Étienne, SCHULZE, Hagen, Deutsche Erinnerungsorte. In: Revue de l’Institut français d’histoire en Allemagne. 2001.
- Andreas Fahrmeir: Deutsche Erinnerungsorte I-III. In: German History. Band 23, Nr. 3, 2005, S. 405–411.
- Michael Flitner: Deutsche Erinnerungsorte. In: Geographische Zeitschrift. Band 90, Nr. 3–4, 2002, S. 232–234.
- Jan-Holger Kirsch: Rezension zu: François, Etienne; Schulze, Hagen (Hrsg.): Deutsche Erinnerungsorte Bd. II. München 2001, ISBN 3-406-47223-0,/François, Etienne; Schulze, Hagen (Hrsg.): Deutsche Erinnerungsorte Bd. III. München 2001, ISBN 3-406-47224-9. In: H-Soz-Kult, 7. Januar 2002.
- Lutz Köster: François, Etienne; Schulze, Hagen (Hrsg.): Deutsche Erinnerungsorte. Band I. In: Info DaF: Informationen Deutsch als Fremdsprache. Band 29, Nr. 2, 2002, S. 164–165.
- Nina Leonhard: Etienne François, Hagen Schulze (Hg.): Deutsche Erinnerungsorte. Bde I–III: München: C.H. Beck 2001. In: Politische Vierteljahresschrift. Band 43, Nr. 3, 2002, S. 535–539.
- Oliver Ramonat: Überall und nirgends: Hagen Schulze, Etienne François (Hg.), Deutsche Erinnerungsorte. In: Rechtsgeschichte: Zeitschrift des Max-Planck-Instituts für Europäische Rechtsgeschichte. Band 3, 2003, S. 170–172.

## Ausgaben
- Etienne François, Hagen Schulze (Hrsg.): Deutsche Erinnerungsorte, 3 Bände, Beck, München 2001, ISBN 3-406-47225-7, ISBN 3-406-47222-2 (Band 1) Google Books / ISBN 3-406-47223-0 (Band 2) Google Books / ISBN 978-3-406-47224-4 (Band 3) Google Books; Deutsche Erinnerungsorte. Gesamtausgabe, Beck, München 2008, ISBN 978-3-406-56896-1.